# Księżniczka Brambilla: capriccio według Jakuba Callota

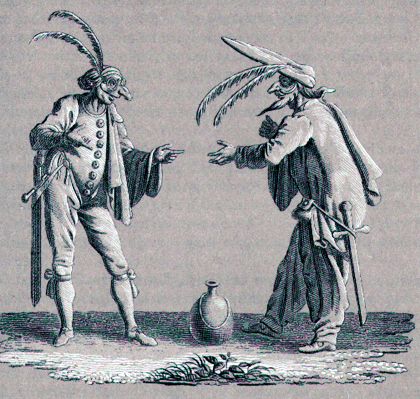
Senor Giglio i Pantalon

Księżniczka Brambilla – literackie capriccio napisane przez E.T.A. Hoffmanna w 1820 roku w Berlinie. Książka podzielona jest na 8 części według idei związanej z osobą Jacques’a Callota, którą Hoffmann wykorzystał w dziele.
W tym ironicznym opowiadaniu fabuła jest prowadzona przez przeciętnie utalentowanego aktora Giglio oraz Giacintę. Giglio jest początkowo pozornie zakochany w księżniczce Brambilli a Giacinta w księciu Cornelio. Na końcu tej burzliwej historii Giglio i Giacinta orientują się jednak, że są zakochani w sobie nawzajem.